# Musikjahr 1688
Liste der Musikjahre

◄◄ | ◄ | 1684 | 1685 | 1686 | 1687 | Musikjahr 1688 | 1689 | 1690 | 1691 | 1692 | ► | ►►

Weitere Ereignisse
Dieser Artikel behandelt das Musikjahr 1688.

## Ereignisse

### Personalien
- Der englische Sänger und Komponist John Abell verlässt England im Verlauf der Glorious Revolution.[1]
- Der hugenottische Großvater der Musikverlegers Johann André lässt sich in Frankfurt nieder.[2]

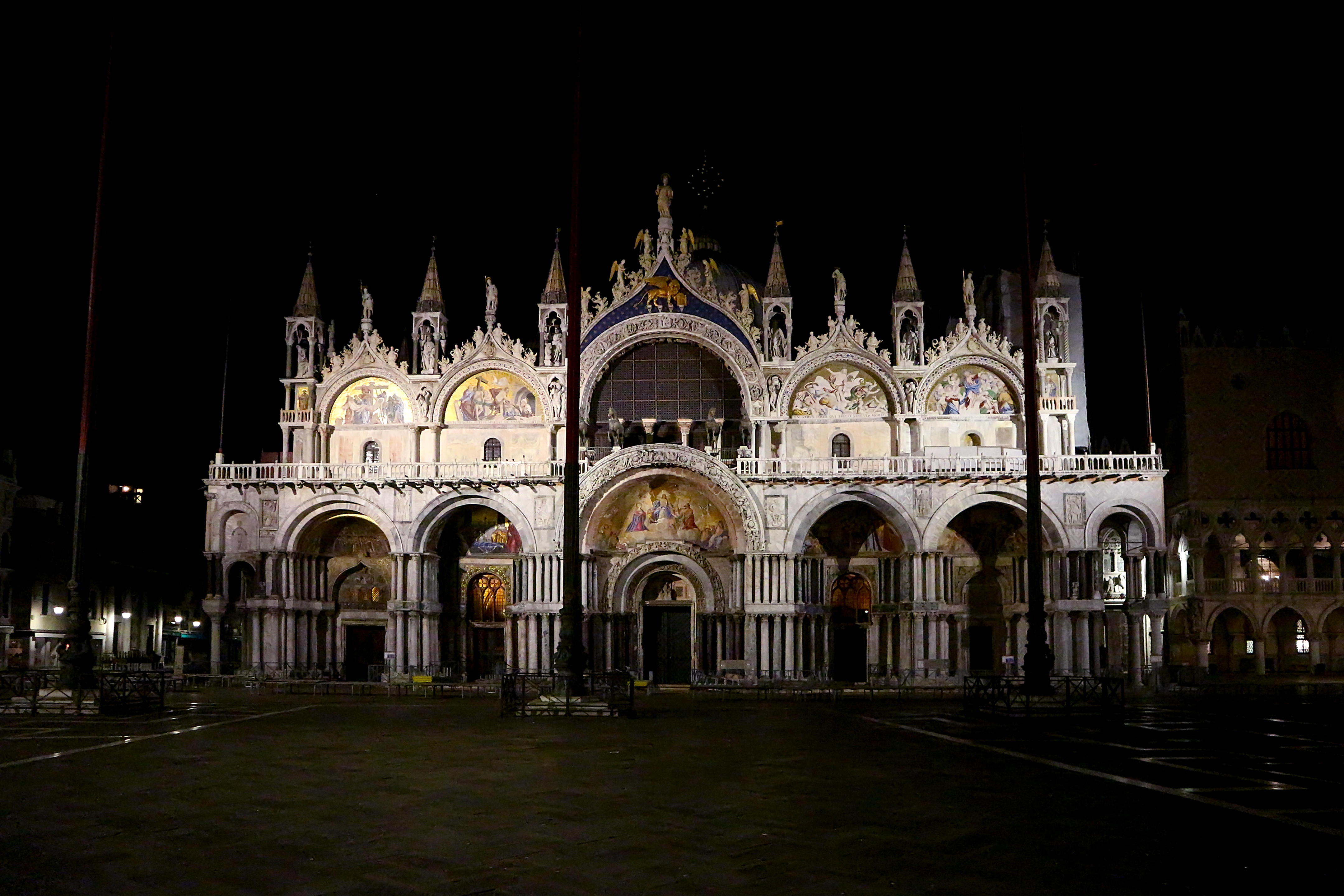
Markusdom

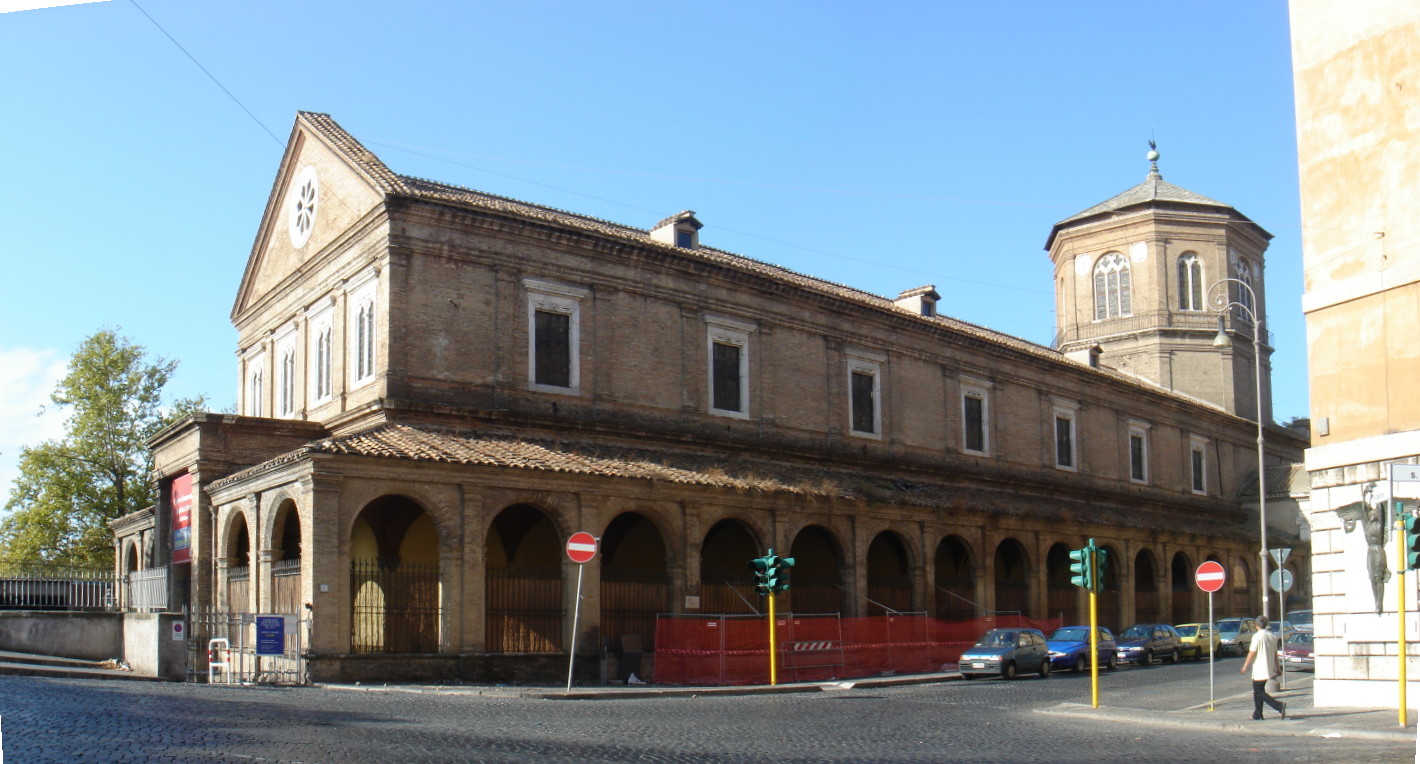
Ospedale di Santo Spirito in Sassia, Rom, Piazza della Rovere

- Der italienische Komponist Attilio Ariosti tritt als Frate Ottavio am 25. Juli in den Servitenorden ein und wird Organist an der Basilika Santa Maria dei Servi in Bologna.[3]
- Der italienische Librettist Aurelio Aureli tritt in die Dienste Ranuccio II. Farneses, des Herzogs von Parma.[4]
- Der italienische Librettist Pietro d’Averara ist für zwei Spielzeiten Impressario in Turin.[5]
- Giovanni Battista Bassani wird Organist und Kapellmeister an der Kathedrale von Ferrara.
- Georg Christoph Bach, seit 1668 Kantor und Organist in Themar, wird Kantor an der Kirche St. Johannis in Schweinfurt.[6]
- Johann Christoph Bach ist Organist an der Thomaskirche in Erfurt.[6]
- Johann Ludwig Bach besucht das Gymnasium in Gotha.[7]
- Nach dem Tode des Salzburger Buchdruckers und Musikverlegers Melchior Bergen wird Johannes Riedel vermutlich Bergens Schwiegersohn sein Nachfolger.[8]
- Georg von Bertouch immatrikuliert sich am 25. April an der Universität Jena.[9]
- Matthias Sigismund Biechteler tritt vermutlich als Gesangssolist in die Hofkapelle in Salzburg ein.[10]

- Der italienische Komponist Paolo Biego war von 1688 bis 1698 wird neben seiner Stellung als Organettospieler und Basssänger am Markusdom maestro di coro am Ospedale dei Darelitti in Venedig.
- Georg Bronner folgt seinem Vater Christoph Bronner als Sakristan und Organist am Heilig-Geist-Spital in Hamburg nach.[11]
- Richard Browne wird Music master am Christ’s Hospital in London.[12]
- Der Impressario Matteo Calegari wird Finanzverwalter der Theater der Familie Grimani in Venedig.[13]
- Cristoforo Caresana wird Kapellmeister am Conservatorio di Sant’Onofrio a Porta Capuana.[14]

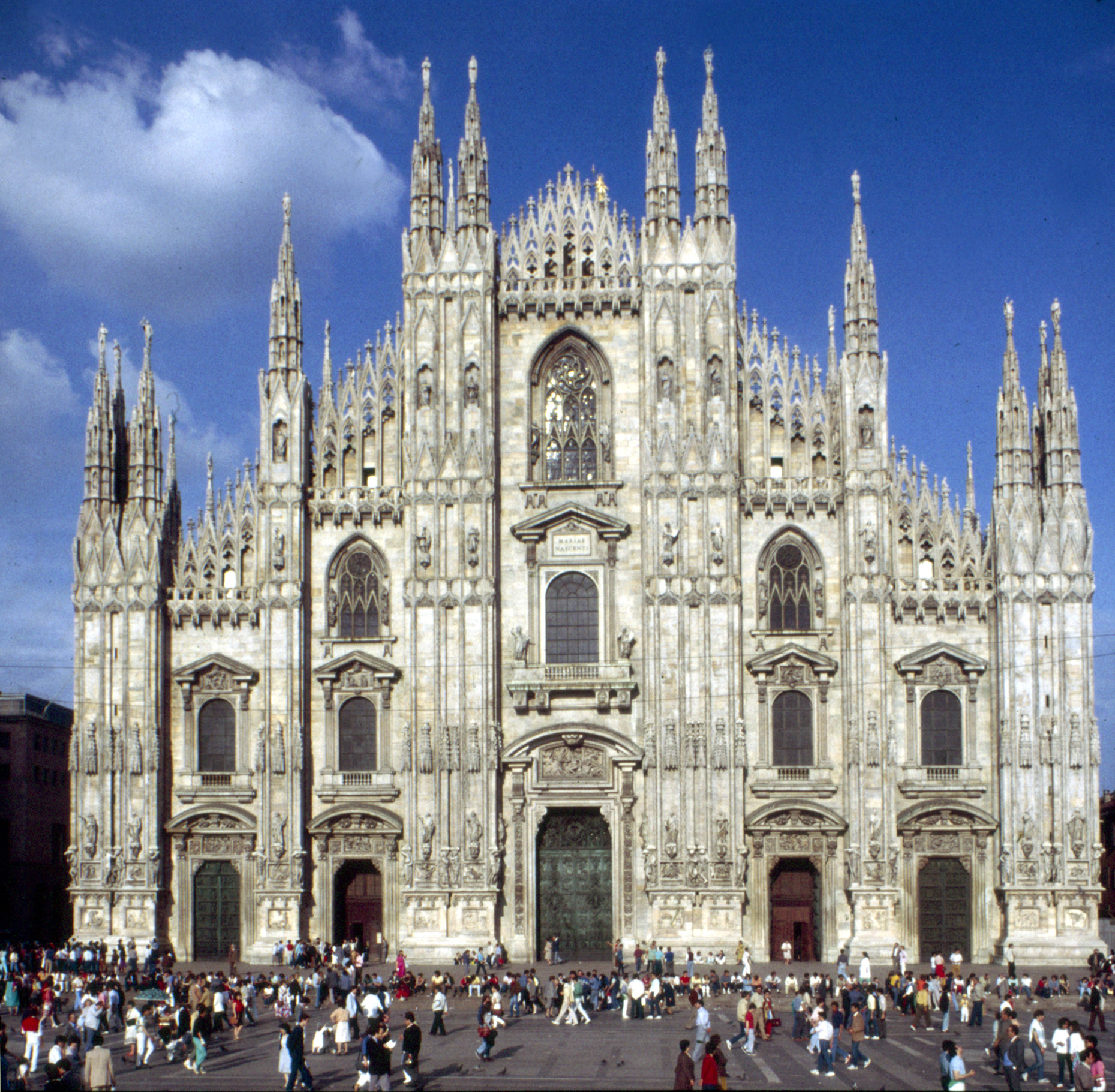

- Der erste Organist des Mailänder Doms Teodoro Casati, der die Stellung seit 1653 innehat, geht in den Ruhestand und stirbt vermutlich im Laufe des Jahres.[15]
- Der italienische Kastrat und Komponist Giulio Maria Cavalletti wird Mitglied der Accademia Filarmonica und der Capella an San Petronio in Bologna.[16]
- Nach dem Tode von Mademoiselle de Guise, für die er seit 1670 tätig war, erhält Marc-Antoine Charpentier eine Anstellung bei den Jesuiten als maître de chapelle (Kapellmeister) an der Kirche Saint Louis und dem Collège Louis-le-Grand in Paris.
- Giuseppe Corsi, seit 1681 Kapellmeister am Hof des Herzogs von Parma, Ranuccio II. Farnese, verlässt am 17. Oktober wegen einer nicht gewährten Gehaltserhöhung seine dortige Stellung Stellung.[17]
- Der italienische Musikinstrumentenbauer Bartolomeo Cristofori erhält eine Anstellung am Hof Ferdinando de’ Medicis zur Stimmung und Wartung der Cembali.[18]
- Miguel Matheo de Dallo y Lana emigriert nach Mexiko und ersetzt am 17. Dezember Antonio de Salazar als Kapellmeister der Kathedrale von Puebla. Das Amt hat er bis zu seinem Tod 1705 inne.[19]
- Der französische Komponist Claude Desgranges dient von 1685 bis 1688 als Gregorian in The Catholic Chapel des Königs Jakob II. von England in London.[20]
- Bei der Wiederaufnahme der Oper Thésée singt der Tenor Louis Gaulard Dumesny die Titelrolle.[21]
- Nach seiner Entlassung als Cellist an San Petronio wegen Vernachlässigung seiner Pflichten am 14. Oktober 1687 wird Domenico Gabrielli am 23. März 1688 wieder eingestellt.[22]

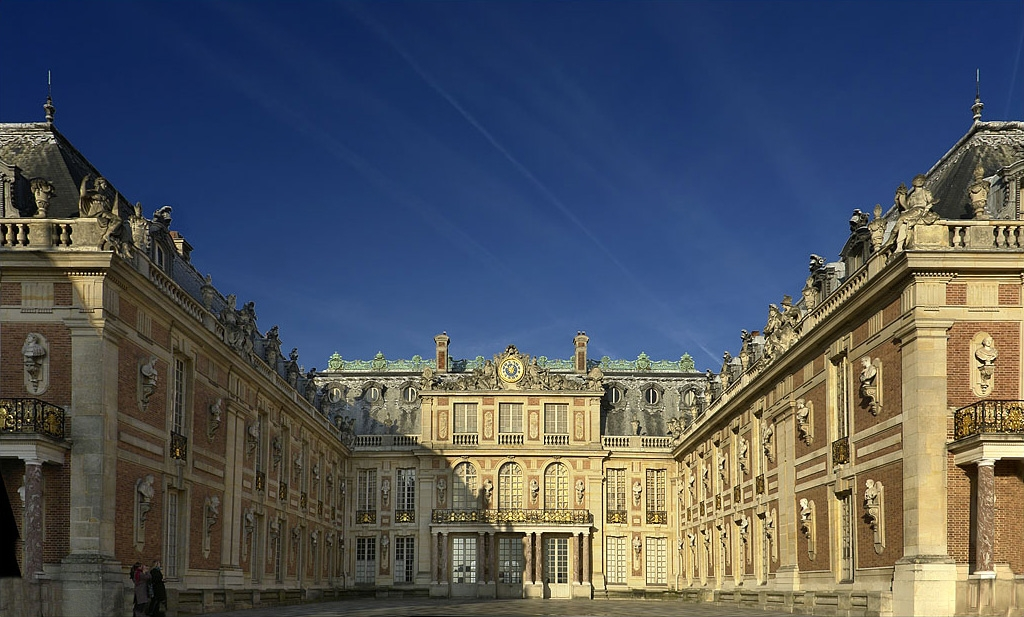
Schloss Versailles

- Der französische Geiger Michel Farinel erhält einen Stellung als Violinist am Hofe Ludwigs XIV. von Versailles.[23]
- Francesco Fasoli wird als Nachfolger von Giovanni Carisio Kapellmeister am Turiner Dom.[24]
- Francesco Feroci wird in Florenz Schüler von Giovanni Maria Casini. Dieser unterrichtet ihn in sowohl in Musiktheorie und Komposition als auch im Orgel- und Cembalospiel.[25]
- Der italienische Cellist und Komponist Angelo Maria Fiorè tritt am 1. Mai am Hof in Parma in den Dienst des Herzogs, Ranuccio II. Farnese.[26]
- Fabrizio Fontana ist in diesem Jahr Guardiano der Organisten der Congregazione di Santa Cecilia in Rom.[27]
- Ferdinando Carlo von Gonzaga-Nevers der Herzog von Mantua bestätigt am 31. Mai den Titel Virtuosa, der Sängerin Catterina Frangiossi.[28]

- Der italienische Komponist Tommaso Bernardo Gaffi wird Organist an Santo Spirito in Sassia in Rom.[29]
- Pierre Gautier gibt mit der Opernkompanie der Oper Marseille in Marseille und Avignon die Oper Atys von Jean-Baptiste Lully und in Avignon zwei private Aufführungen von Lullys Bellérophon bei Marquis de Blauvac in dessen Hôtel de Blauvac.[30][31]
- Der Soprankastrat Rinaldo Gherardini wird Virtuose am Hof zu Parma.[32]
- Auf Veranlassung ihres Lehrers Guillaume Poitevin teilen sich ab 5. November des Jahres Jean Gilles und Jacques Cabassole die Stelle als Sous-maître und Organist an der Kathedrale Saint-Sauveur in Aix-en-Provence.[33]
- Nicolò Giovanardi, Soprankastrat und Komponist, seit 1675 Sopransänger an San Petronio in Bologna tritt in Congregazione dell’Oratorio in Bologna ein. Hier wird er praefectus musices und Kapellmeister.[34]
- Johann Kuhnau leitet in Leipzig ein Collegium musicum, das vor allem aus Studenten besteht.[35]
- Flavio Carlo Lanciani ist von 1688 bis 1702 als virtuoso, aiutante di camera und Kopist für Kardinal Pietro Ottoboni tätig. In dieser Zeit vertont sechs Opernlibretti.
- Der italienische Komponist Severo de Luca dient als Musiker beim spanischen Botschafter in Rom.[36]
- An St. Margaret in Westminster wird die erste Wohltätigkeitsschule im Großraum London eröffnet, die sich darum bemüht Kinder an das Psalmensingen von der Orgelgalerie heranzuführen.[37]
- André Raison veröffentlicht die erste seiner beiden Sammlungen mit Orgelwerken. Die zweite Sammlung wird 1714 folgen. Darin enthalten sind fünf Orgelmessen in den verschiedenen Kirchentonarten, „Noëls variés“ (Bearbeitungen und Variationen über volkstümliche Weihnachtslieder), ein Magnificat und verschiedene andere Stücke.
- Antonio de Salazar wird Nachfolger von Joseph Agurto y Loaysa als Kapellmeister der Kathedrale von Mexiko-Stadt.[38]

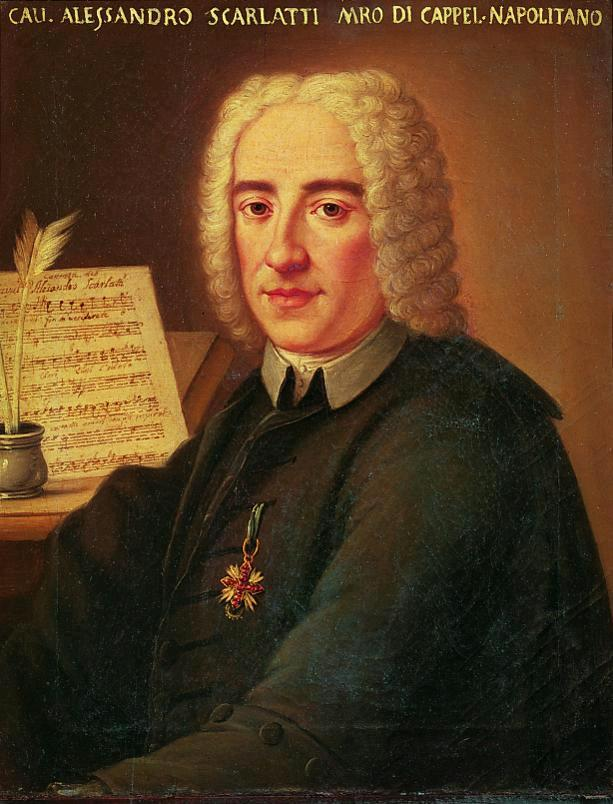
Alessandro Scarlatti

- Alessandro Scarlatti wird, nachdem er im Januar des Jahres seinen Abschied als Kapellmeister der vizeköniglichen Hofkapelle während der Statthalterschaft Lorenzo Onofrio Colonnas eingereicht hatte, wird er am 11. März des Jahres durch den neuen Vizekönig Francisco y Avila, Conde de Sant Esteban, wieder in sein Amt eingesetzt.[39]
- In München wird im Mai der Komponist Agostino Steffani von Kurfürst Maximilian II. als Hofkapellmeister ehrenvoll entlassen. Ihm folgt Giuseppe Antonio Bernabei nach.
- Nicolaus Adam Strungk, Mitglied der Dresdner Hofkapelle, wird Direktor der Leipziger Oper.[40]
- Der deutsche Orgelbauer Andreas Tamitius beginnt mit dem Bau der Orgel in der Stadtkirche in Bischofswerda.[41]
- Die italienische Sopranistin Anna Maria Torri erhält am 20. Mai von Herzog Ferdinando Carlo Gonzaga von Mantua den Titel Virtuosa verliehen. Damit verknüpft war ein jährliches Salär.[42]
- Gennaro Ursino wird nach dem Tod Giovanni Salvatores dessen Nachfolger als Direktor am Conservatorio dei Poveri di Gesù Cristo in Neapel.[43]
- Der katalanische Komponist Francesc Valls wird Kapellmeister an der Kathedrale von Girona.[44]
- Der deutsche Komponist Nicolaus Vetter wird Schüler Johann Pachelbels in Erfurt.[45]
- Franz Weichlein, bisheriger Organist in Garsten,wird Organist an der Stadtpfarrkirche zu Linz.[46]
- Mikuláš František Xaver Wentzely wird Organist und Chorleiter am Veitsdom in Prag.[47]
- Christian Friedrich Witt geht nach einem Engagement als Kammerorganist am Hof in Gotha erneut nach Nürnberg um bei Georg Caspar Wecker in Nürnberg zu studieren.[48]

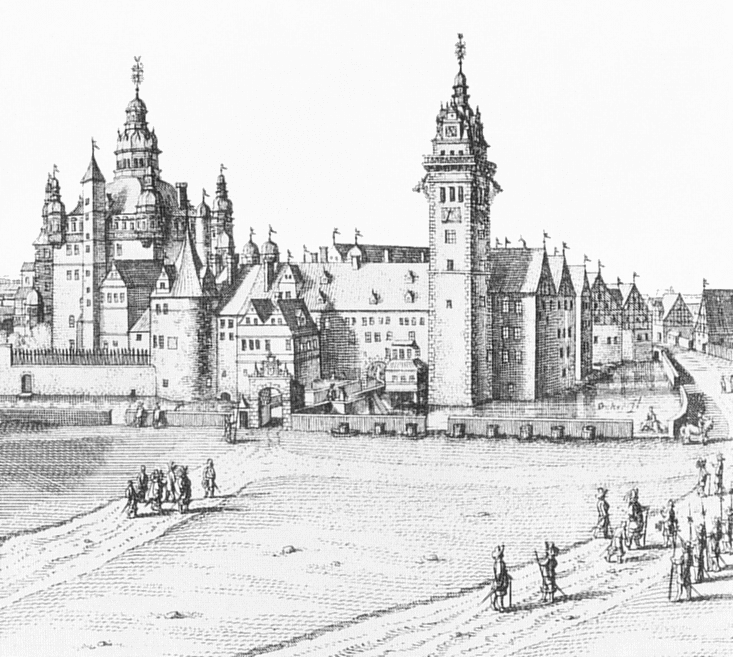
Wolfenbüttel Schloss, Merian

- In Wolfenbüttel wird das erste freistehende Theatergebäude in Deutschland mit dem fürstlichen Opernhaus im Schlossbereich eingeweiht, das 1748 abgerissen wurde.[49][50]

### Opern und andere Bühnenwerke
- Francesco Ballarotti – Dialogo musicale fra Nettuno e Bergamo, Bergamo[51]
- Giovanni Battista Bassani:
  - Gli amori alla moda, Scherzo melodrammatico in drei Akten, Libretto: vermutlich Borso Bonacossi, aufgeführt im Palazzo Bonacossi in Ferrara, gedruckt bei Bernardino Pomatelli in Ferrara OCLC 27473591 OCLC 1206446917 (Partitur verschollen), Arie Fuggimi pur crudele, Akt 3 Szene 7 überliefert RISM ID: 452003053
  - Il trionfo di Venere in Ida, Melodramma, Ferrara
- Giuseppe Antonio Bernabei:
  - 18. Januar: La gloria festeggiante (Gli dei festeggianti), introducimento dramatico musicale del torneo, Oper in drei Akten, Libretto: L. Orlandi, Uraufführung in München RISM ID: 900010913 Mit Ballettmusik von Melchior Dardespin.
  - 26. Februar: Diana amante, Componimento dramatico in drei Akten, Libretto: L. Orlandi. Mit Ballettmusik von Melchior Dardespin. Uraufführung im St. Georgssaal der Münchner Residenz.
  - 22. November: Il trionfo d'Imeneo, Libretto: vermutlich L. Orlandi, Uraufführung am in München RISM ID: 900010915

- Wolfgang Carl Briegel:

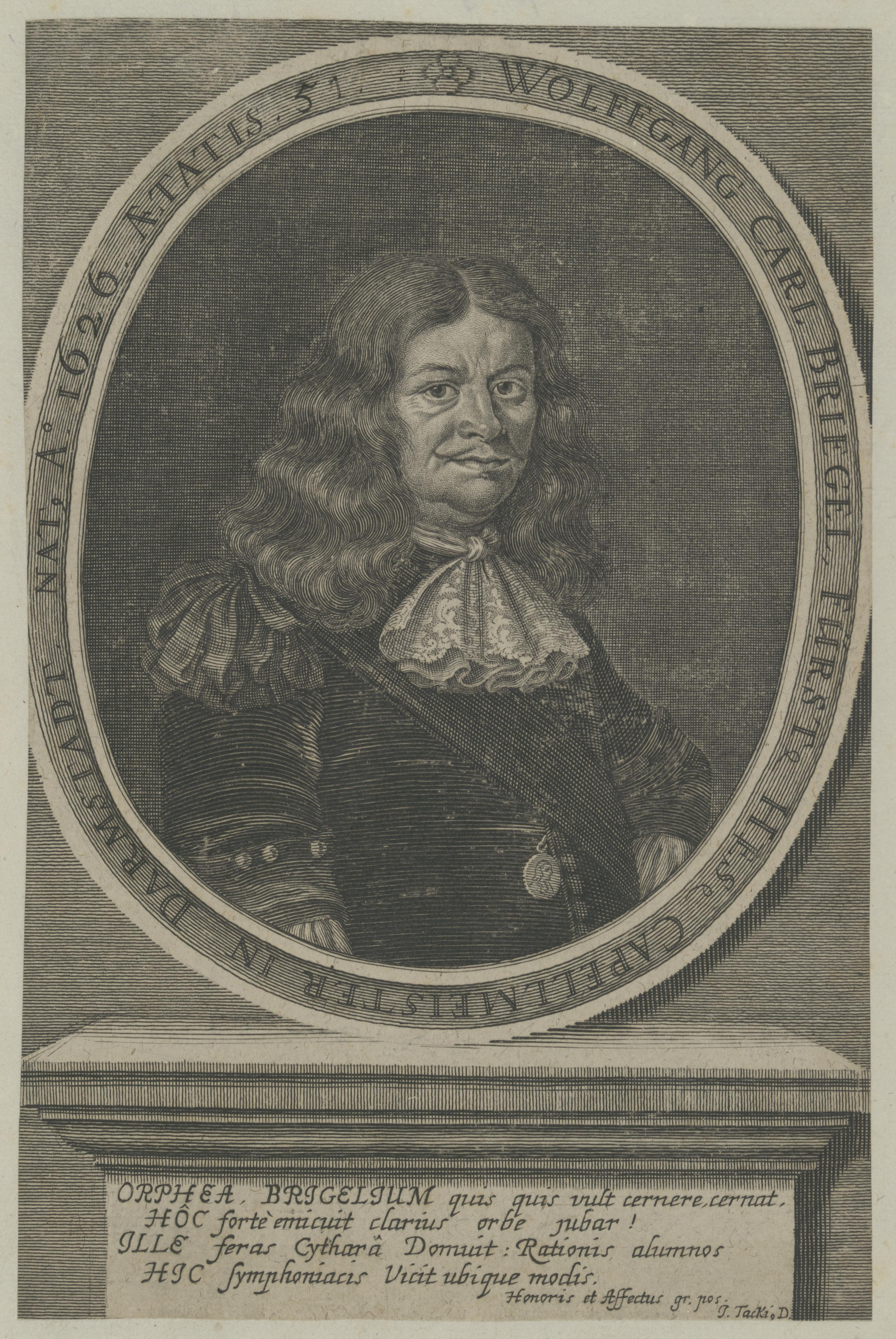
Wolfgang Carl Briegel

  - 11. November: Uraufführung des Balletts L’enchantement de Medée in Darmstadt
- Giovanni Carisio:
  - Die heute verschollene Oper Amore vendicato wird im Januar am Teatro Ducale in Turin zwei Monate nach dem Tod des Komponisten posthum uraufgeführt.[52]
- Marc-Antoine Charpentier:
  - 28. Februar: Uraufführung der biblischen Oper David et Jonathas auf das Libretto von François de Paule Bretonneau am Collège Louis-le-Grand in Paris. Das Werk war ursprünglich trotz seines Umfangs nicht für eine eigenständige Aufführung gedacht, sondern als Intermède für die Tragödie Saül in lateinischer Sprache des Paters Étienne Chamillard, deren fünf Akte als Sprechstück im Wechsel mit den fünf Akten der Oper rezitiert werden sollten. Die textliche Grundlage beider Werke findet sich im 1. Buch Samuel. RISM ID: 840014378
  - La réplique de Amos
- Pascal Colasse:
  - Juli: Divertissement, ou Impromptu de livry, Libretto: Dancourt, Paris
- Daniel Danielis:
  - Ménalque, Pastorale en musique
- Johann Dominicus Deichel:
  - Vera felicitas, Allegorie, München (Musik verschollen)

- Antonio Draghi:

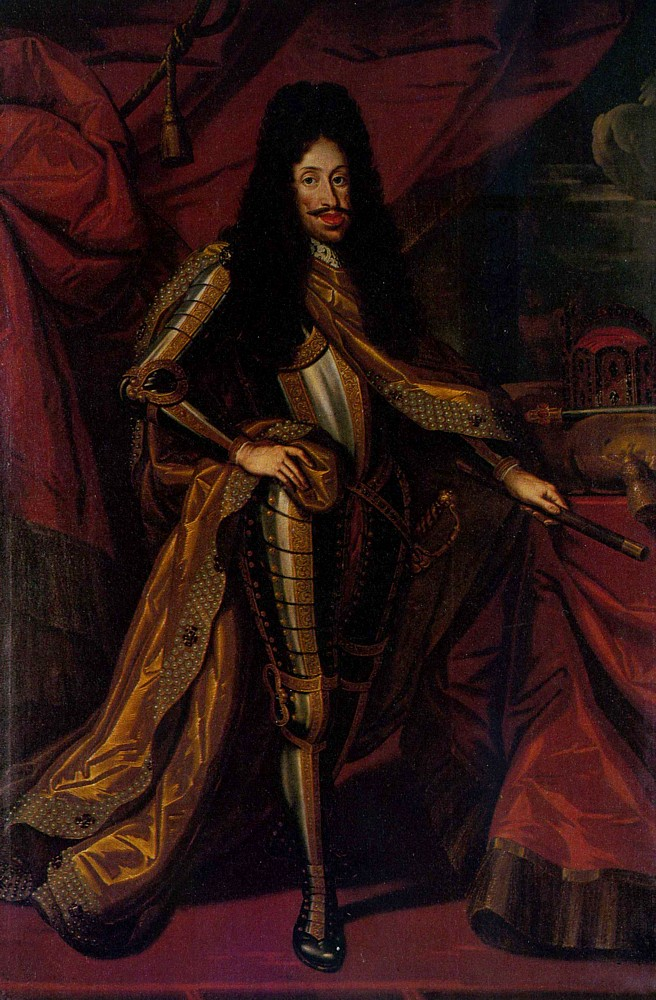
Kaiser Leopold I.

  - 17. Januar: Il marito ama più, Festa musicale in einem Akt, Libretto: Nicolò Minato, Uraufführung im Palais Palffy in Pressburg, mit Musikbeiträgen von Leopold I. zum Geburtstag seiner Gemahlin Kaiserin Eleonore Magdalene Therese (Digitalisat bei europeana)
  - 26. Februar: Tanisia, Dramma per musica in drei Akten, Libretto: Nicolò Minato, Uraufführung in der Wiener Hofburg mit Musikbeiträgen von Leopold I.
  - 10. Juni: La moglie ama meglio, Festa musicale in einem Akt, Libretto: Nicolò Minato, Uraufführung in der Wiener Hofburg (Digitalisat der Staatsbibliothek zu Berlin Preußischer Kulturbesitz) OCLC 942879426
  - 22. Juli: Pische cercando AmoreI, Serenata, Libretto: Nicolò Minato, Uraufführung in Wien
  - 26. Juli: Specchio historico, Musica da camera, Libretto: Nicolò Minato, Uraufführung in Wien
  - 22. November: Il silentio di Harpocrate, Dramma per musica in drei Akten, Libretto: Nicolò Minato, Erstaufführung einer revidierten Fassung in der Wiener Hofburg (3, Akt verschollen), Uraufführunf der ersten Fassung am 27. Februar 1677
- Giovanni Battista Draghi:
  - Songs zur Tragödie The injur'd lovers, or, The ambitious father von William Mountfort, aufgeführt von Their Majesty's servants am Theatre Royal[53] (Digitalisat bei Early English Books der University of Michigan Library) OCLC 670746980
- In Hamburg werden drei Opern des deutschen Komponisten Johann Philipp Förtsch uraufgeführt[54]:
  - Der Grosse Alexander in Sidon (nach der Oper von Marc Antonio Ziani auf das Libretto von Christian Heinrich Postel, nach Aurelio Aureli)
  - Die Heilige Eugenia, oder Die Bekehrung der Stadt Alexandria zum Christenthum (auf das Libretto von Christian Heinrich Postel, vermutlich nach Girolamo Bartolommei), (Digitalisat des Textbuchs aus dem Jahr 1695 der Staats- und Universitätsbibliothek Hamburg Carl von Ossietzky) OCLC 951361414daraus Die Hoffnung ist nichts als Schatten und Schaum für Alt und Basso continuo RISM ID: 452507143
  - Der im Christenthum biß in den Todt beständige Märtyrer Polyeuct Vorgestellet In Einem Singe-Spiel (auf das Libretto von Heinrich Elmenhorst, nach Pierre Corneille) OCLC 258241559
- Domenico Gabrieli
  - 21. Januar: Il Gordiano, Dramma per Musica, Libretto: Adriano Morselli, Teatro Vendramino di San Salvatore, Venedig (Digitalisat der Library of Congress) OCLC 60581504
  - Carlo il grande, Dramma per Musica, Libretto: Adriano Morselli nach Lodovico Ariosto, Uraufführung im Februar im Teatro San Giovanni Grisostomo, Venedig OCLC 258012762
  - Flavio Cuniberto, Dramma per Musica, Libretto: Matteo Noris, Wiederaufnahme in Modena OCLC 181916893
- Antonio Gianettini:
  - Wiederaufnahme von Medea in Atene mit Libretto von Aurelio Aureli aus dem Jahr 1675 unter dem neuen Titel Teseo in Atene mit neu ergänzten Arien im Teatro ducale in Parma (Digitalisat des Textbuchs bei der Library of Congress) OCLC 785808713
- Carlo Palavicino:
  - Wiederaufnahme der Oper L’amazone corsara, ovvero L’Alvilda regina de’ Goti nach 1686 am Teatro SS Giovanni e Paolo in Venedig mit der Sängerin Lucia Bonetti, Libretto: Giulio Cesare Corradi
- André Danican Philidor:
  - Le Mariage de La Grosse Cathos, Mascarade RISM ID: 840015579 Es ist das einzige Werk dieser Zeit, das in allen Bestandteilen (Musik, Choreografie, gesprochener und gesungener Text) erhalten blieb. Die Choreographie stammt von Jean Favier.[55]
- Daniel Speer:
  - Musikalisch-Türckischer Eulen-Spiegel

- Agostino Steffani:

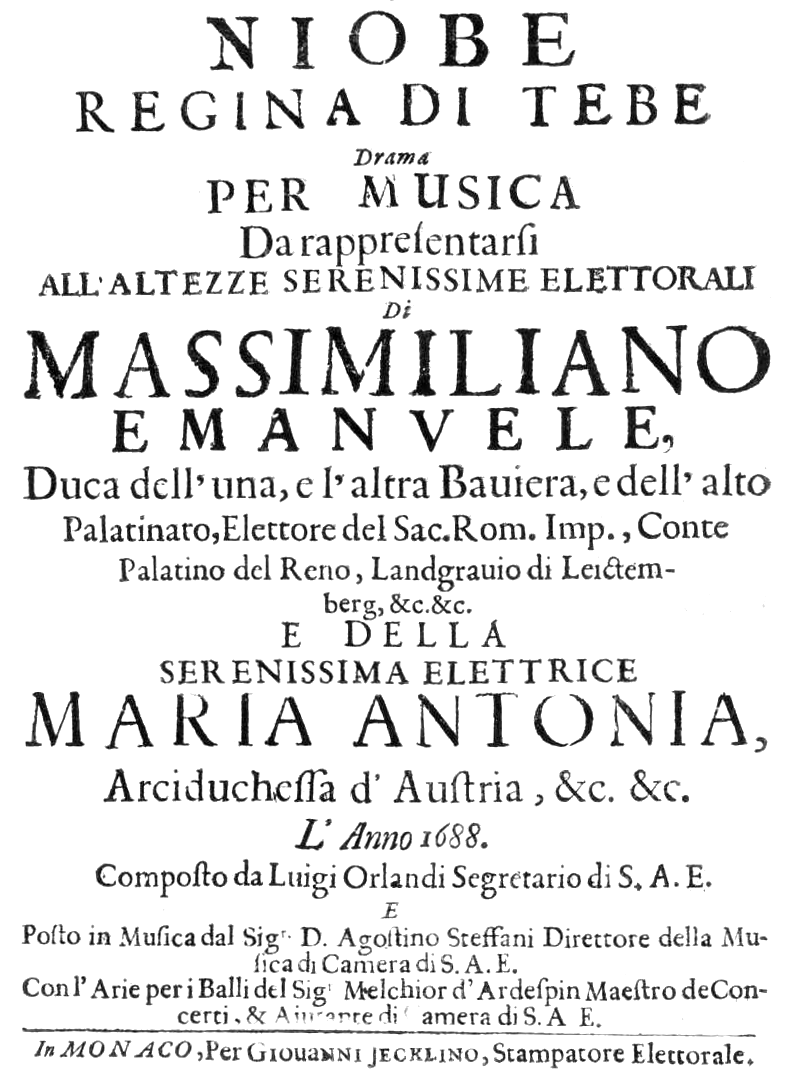
Titelblatt des Librettos der Oper Niobe, regina di Tebe, München 1688

  - 05. Januar: Die Oper Niobe, regina di Tebe (Niobe, Königin in Theben) wird im Salvatortheater in München uraufgeführt. Das Libretto der Oper schrieb Luigi Orlandi nach dem 6. Buch von Ovids Metamorphosen. Die Musik der Ballette an den Aktenden stammt von Melchior Dardespin. Sie wurden von François Rodier choreographiert. Die Rolle des Anfione singt der Kastrat Clementin Hader. Für die aufwändige Produktion werden zehn zusätzliche Musiker eingestellt.
- Giovanni Battista Rossi, möglicherweise identisch mit Giovanni Battista Vivaldi:
  - La fedeltà sfortunata, Oper, Libretto: Pietro Barbieri, uraufgeführt in Venedig
- Giovanni Battista Tomasi:
  - Le pompe della bellezza e del valore, Introduzzione alla nobilissima mascherata con balletto a cavallo, fatta dalli serenissimi Ferdinando Carlo et Anna Isabella duchi di Mantova, Balletto a cavallo, Osanna, Mantua OCLC 1002733077
- Johann Michael Zacher
  - Magni parentis regius haeres, uraufgeführt in Wien
  - 31. Juli: Amor omnia vincit wird in Wien uraufgeführt.

### Oratorium
- Pirro Albergati:
  - 21. März (3. Fastensonntag): Il Giobbe Ijob, Libretto: G. B. Neri, Aufführung in Santa Maria di Galliera, Bologna

- Giovanni Bononcini:

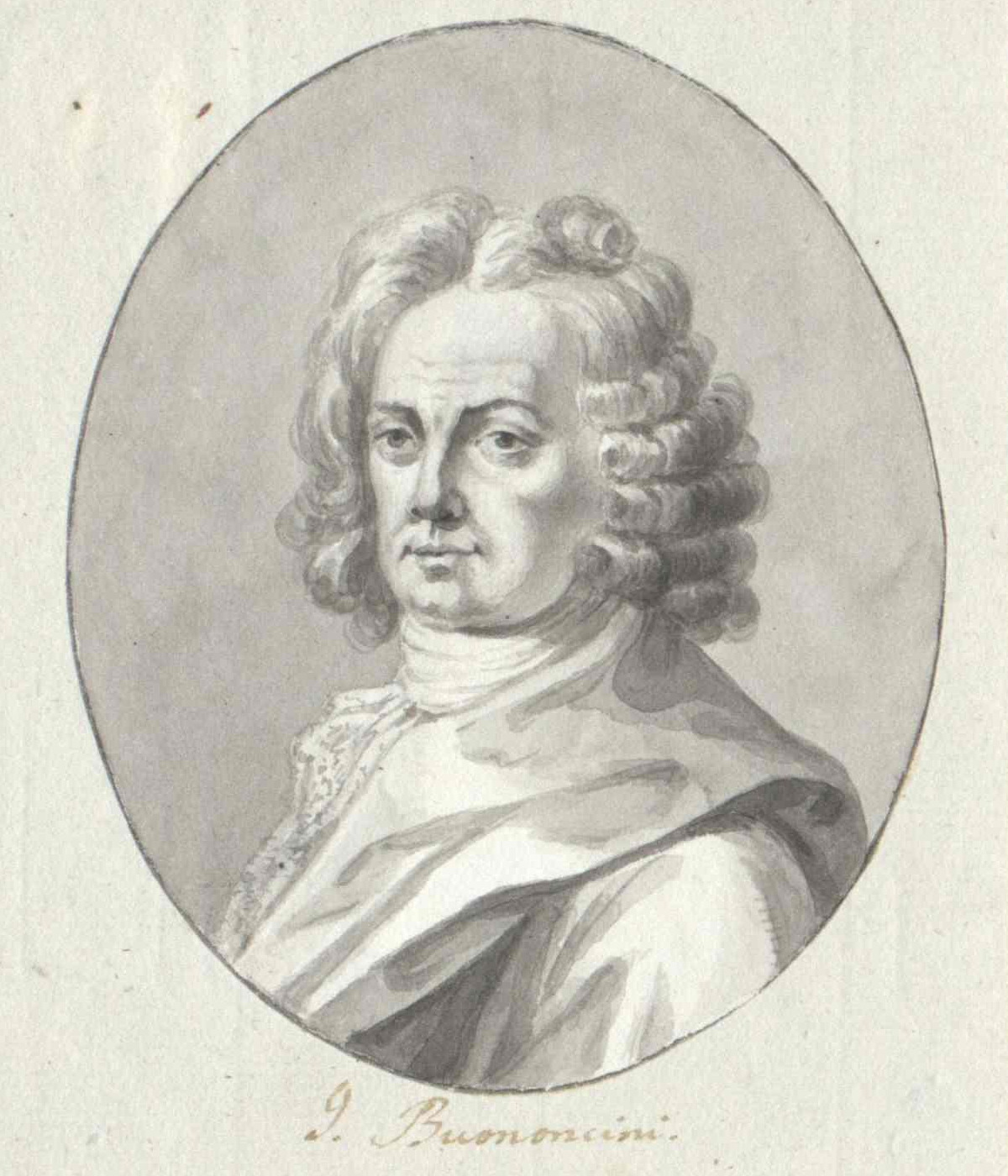
Giovanni Bononcini

  - 25. März: Il Giosuè, Uraufführung im Oratorio di S. Filippo Neri in Bologna OCLC 80918988
- Sebastiano Cherici:
  - Il trionfo della pace, Ferrara RISM ID: 840011143
- Giovanni Paolo Colonna:
  - La caduta di Gerusalemme. Libretto: Giacomo Antonio Bergamori OCLC 1285907797
- Antonio Draghi:
  - L’uscita di Christo dal deserto, Libretto: vermutlich Hippolito da Pergine
  - 16. April (Karfreitag): La vita nella morte, Sepolcrum, Libretto: Nicolò Minato
- Giuseppe Fabbrini:
  - La madre de' Maccabei oratorio per musica da cantarsi nella cappella del nobil collegio Tolomei, nel sabbato di passione. All'illustriss. ... Augusto Chigi, Libretto: Girolamo Gigli, Bonetti, Siena, 1688 (Digitalisat bei Google Books) OCLC 1002749652
- Antonio Foggia:
  - 09. April: Saul in Davidem, Uraufführung im Oratorium Santissimo Crocifisso in Rom (Digitalisat des Textbuchs bei Hathi Trust Original) OCLC 896614692
- Giovanni Pietro Franchi:
  - Jephte, Rom
- Domenico Freschi:
  - Clotilde
- Domenico Gabrieli:
  - Elia sacrificante, Textbuch: Pietro Paolo Seta, Aufgeführt in San Benedetto in Bologna, Textbuch gedruckt bei Antonio Pisarri OCLC 956248009
- Antonio Giannettini:
  - La creatione de’ magistrati (Sesto oratorio intorno la vita di Mosè), uraufgeführt in San Carlo in Modena OCLC 80929982
- Giuseppe Pacieri:
  - 24. Dezember: I pastori di Bettelemme annunziati dall’angelo, Concerto musicale, aufgeführt im Apostolischen Palast, Textbuch: Giuseppe Domenico de Totis (Digitalisat des Textbuchs bei Google Books) OCLC 469068582

### Instrumentalmusik

#### Musik für Blasinstrumente
- Bartolomeo Bismantova
  - 66 Duetti à due trombe da camera

#### Musik für Streichinstrumente
- Giovanni Battista degli Antonii:
  - Balletti, Correnti, Gighe, e Sarabande da camera a violino, e clavicembalo, o violoncello op. 3 Reprint der 1. Auflage aus dem Jahr 1677 bei Gioseffo Micheletti in Bologna (Digitalisat beim Münchener Digitalisierungszentrum) RISM ID: 990013181
- Giovanni Battista Borri:
  - Sinfonie a tre, due violini e violoncello con il basso per l'organo op. 1 RISM ID: 990006447
- Gottfried Finger:
  - Sonatae XII. pro diversis instrumentis [für verschiedene Instrumente] quarum tres priores pro violino & viola di gamba [deren erste drei für Violine und Viola da gamba] proximae tres pro II violinis & viola di basso [deren nächste drei für zwei Violinen und Viola di basso], tres sequentes pro III violinis [die drei folgenden für drei Violinen], reliquae pro II violinis & viola [die übrigen für zwei Violinen und Viola], omnes ad bassum continuam pro organo seu clavicymbalo formantur [alle zu einem Basso continuo für Orgel oder Clavicembalo eingerichtet] op. 1, Gribelin, London RISM ID: 990018064
- Luis Grabu: Suite à 3 für das Schauspiel The Double Marriage von John Fletcher[56]
- Johann Krieger:
  - 12 Sonaten für zwei Violinen, Nürnberg

- Johann Adam Reincken:

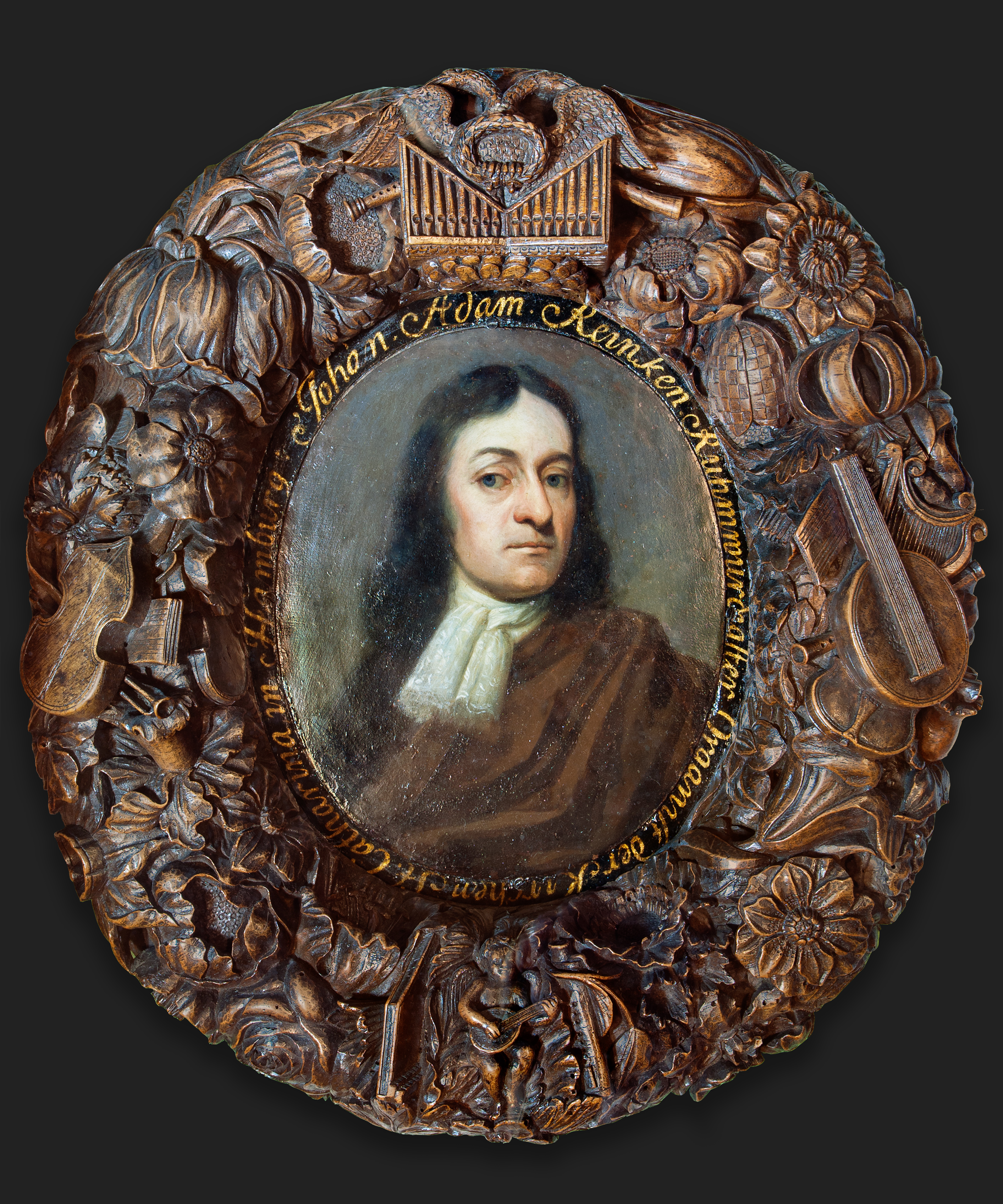
Johann Adam Reincken, Gemälde von Godfrey Kneller, ca. 1674

  - Hortus Musicus recentibus aliquot flosculis Sonaten, Allemanden, Couranten, Sarbanden [!] et | Giquen, cum 2. Violin, Viola et Basso | continuo, Hamburg (Digitalisat der Staatsbibliothek zu Berlin Preußischer Kulturbesitz) OCLC 990054445
- Pietro Sammartini:
  - 10 Sinfonie für 2 Violinen, Viola da Gamba und b.c. op. 2, Florenz (Digitalisat der British Library) RISM ID: 990057360
- Johannes Schenck:
  - Tyd en Konst-Oeffeningen (15 Suiten für Viola da Gamba und Basso Continuo) op. 2, Amsterdam RISM ID: 990057893
- Giuseppe Torelli:
  - Concertino per camera a violino e violoncello op. 4. 12 Sonate per violino e basso continuo, RISM ID: 990064493
- Pavel Josef Vejvanovský:
  - Balletti per il carnuale RISM ID: lit1305
- Johann Jakob Walther veröffentlicht im Eigenverlag sein Werk Hortulus chelicus, das 28 Kompositionen enthält. Im Vorwort erwähnt er seinen Stolz über das gelungene Werk und dass er ohne Angst veröffentlichte, was manche Zeitgenossen egoistisch für sich behalten. Eine zweite Auflage des Werkes mit dem Titel Wohlgepflanzter Violinischer Lustgarten wird 1694 erscheinen – Hortulus chelicus uni violino duabus, tribus et quatuor subinde chordis simul sonantibus harmonice modulanti, studiosa varietate consitus für Violine solo und basso continuo[Digitalisat 1] RISM ID: 990067744
- Romanus Weichlein:
  - Violinsonate, im Passauer Dom aufgeführt (verschollen)[46]

#### Musik für Tasteninstrumente
- André Raison:
  - Livre d’Orgue contenant cinq Messes … et une Offerte … (Premier livre d’Orgue)

### Vokalmusik

#### Geistlich
- John Blow:

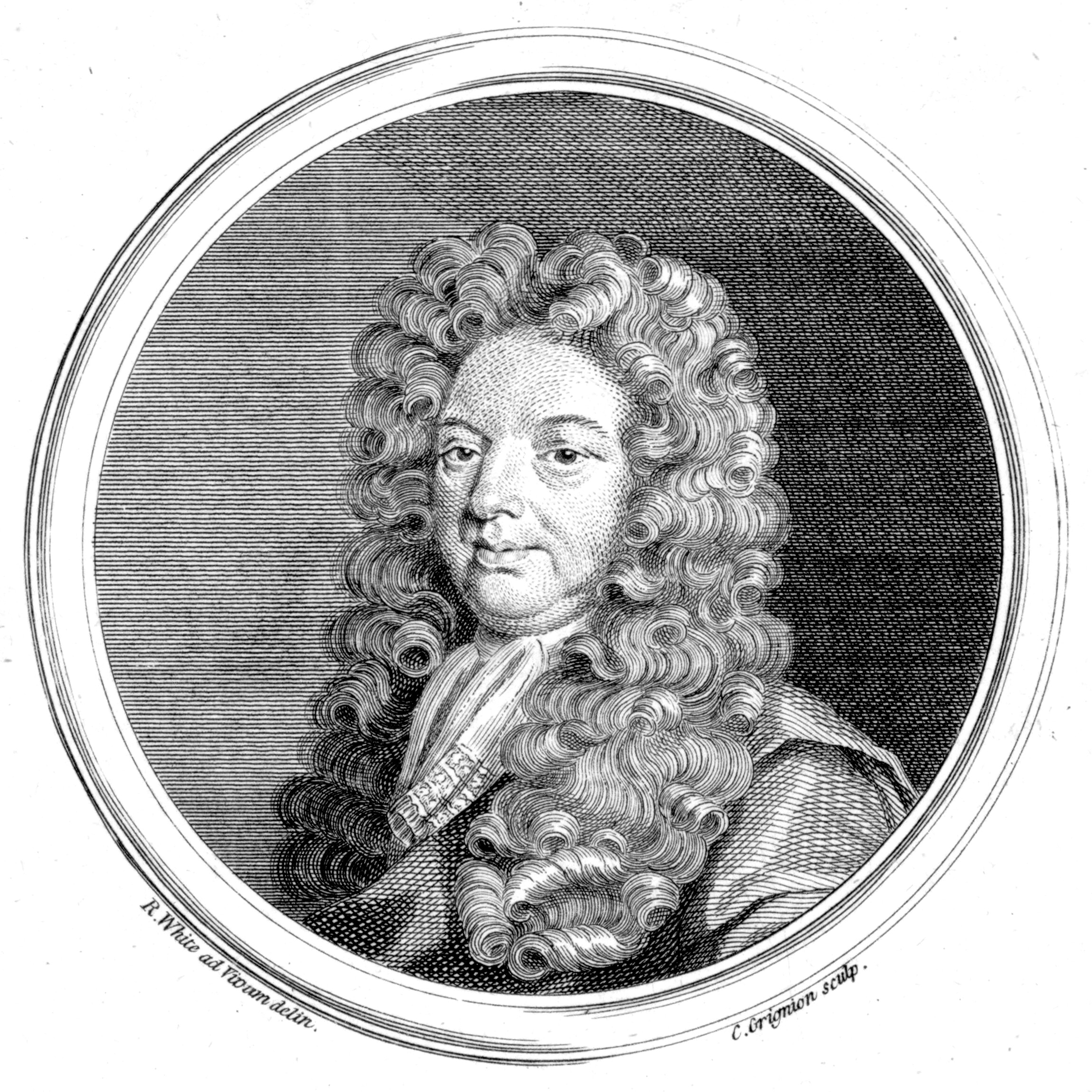
John Blow

  - And art thou griev'd, sweet and sacred Dove?, Devotional Song für Solostimme
  - Come, poetry, and with you bring along, Geistliches Lied für drei Singstimmen
  - Enough, my muse, of earthly things, Devotional Song für zwei Singstimmen RISM ID: 806631459
  - Euridice, Geistliches Lied für zwei Singstimmen
  - Grant me, ye gods, the life I love, 1688
  - Help, Father Abram, Devotional Song für Singstimme
  - How art thou fall'n from heav’n, Devotional Song für Singstimme
  - O that mine eyes would melt into a flood, Devotional Song für Singstimme
  - Peaceful is he, and most secure, Devotional Song für Singstimme
  - Though the [our] town be destroy’d, Geistliches Lied
  - When from the old chaos, Geistliches Lied
  - Why weeps Asteria?, Geistliches Lied
  - Will fair Panthea’s cold disdain?, Geistliches Lied für zwei Stimmen
  - Ye sons of Phoebus, Ode, New Year’s Day, (Alt, Alt, Tenor, Bass, Sopran, Sopran, Alt, Tenor, Bass, zwei Blockflöten, zwei Violinen, Viola und Basso continuo) RISM ID: 806042887
- Giovanni Bononcini:
  - Messe brevi à otto voci col primo, e secondo orgao se place op. 7, Marino Silvani, Giacomo Monte, Bologna (Digitalisat der Königlichen Bibliothek Belgiens) RISM ID: 990006311
- Dieterich Buxtehude
  - Der verlorene Sohn, Abendmusik BuxWV 131 (verschollen)
- Nicolas Derosiers:
  - Psalm 150 für Singstimme und Basso continuo in: Essai De Critique Ou l'on tâche de montrer en quoi consiste La Poesie Des Hebreux OCLC 314093636
- Marzio Erculeo:
  - Cantus Omnis Ecclesiasticus ad Hebdomadæ Maioris Missas, Passionem D.N.I.C., Officia Tenebrarum, Lamentationes, Benedictiones, &c. iuxta ritum S.R.E. Collectus ad Usum ... Cleri ... ex Missali ... & Rituali Rom. ... Opera Martii Herculei, etc, Modena (Digitalisat bei Google Books) OCLC 1026493919
- Philipp Heinrich Erlebach:
  - Wer sind diese mit weissen Kleidern, Kantate für vier Singstimmen (Sopran, Alt, Tenor, Bass), Chor (Sopran, Alt, Tenor, Bass), vier Violen und Basso continuo RISM ID: 211004457
- Johann Michael Galley
  - Aurora. Musicalium fabricationum. Sive initium futurae dici musicalis [oder der Beginn der musikalisch genannten Zukunft.] Continens in se cantiones sacras [enthält in sich geistliche Gesänge] a 2. 3. 4. 5. 6. voc. cum & sine instrumentis.[Stimmen mit und ohne Instrumente], Franz Straub, Konstanz (Digitalisat bei Gallica) RISM ID: 990019430
- Flavio Carlo Lanciani:
  - O dolce penare nel regno amor, Kantate für zwei Soprane, zwei Violinen und Basso continuo RISM ID: 451002966
  - Sì che in amor si gode, Kantate für zwei Soprane, zwei Violinen und Basso continuo RISM ID: 451002965
- Giacomo Antonio Perti:
  - Cantate morali, e spirituali a una, & a due voci, con violini, e senza op. 1 (Digitalisat der Königlichen Bibliothek Belgiens) RISM ID: 990049036

- Henry Purcell:

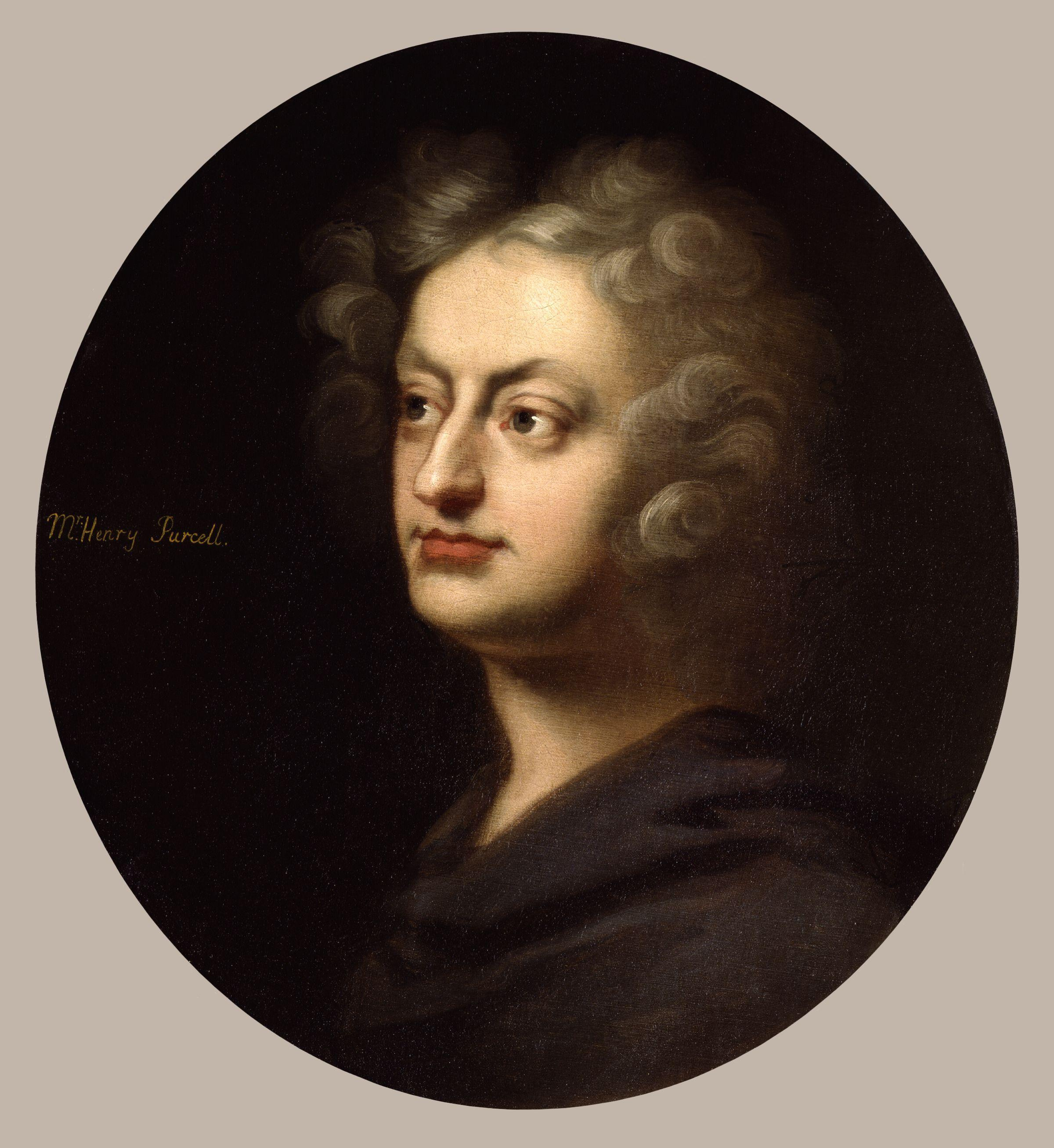
Henry Purcell, Porträt von John Closterman (1660–1711)

  - Bleesed are they that fear the Lord Z 5
  - O sing unto the Lord Z 44
  - The Lord is King, the earth may be glad Z 54
- Alessandro Scarlatti:
  - Laetatus sum für Chor, Streicher und Basso continuo
- Daniel Speer:
  - Philomela angelica cantionum sacrarum (, quas Romae virgo quaedam Deo dicata ordinis S. Clarae, voce sola, cum basso continuo haud multis ab hinc annis concinnasse, auctorque ipsamet suavitate ac dulcedine supra quam humana ad cultum sacrum decantasse traditur, nunc vere ad majorem gratiam eisdem conciliandam divinumque honorem ulterius promovendum violae quatuor additae, usque opusculum ad justam excresceret magnitudinem, duodecim ecce ! a tribus vocibus A. T. B. cum duobus violinis & continuo basso duplicato adjecta, publicique juris facta sunt) Digitalisat bei Gallica RISM ID: 990060402
- William Turner
  - O be joyful in God, Anthem
  - This is the day, Anthem
- Giovanni Buonaventura Viviani:
  - Salmi, mottetti e litanie della B. V. a 1. 2. 3. voci con violini, e senza op. 5, gedruckt bei Gioseffo Micheletti in Bologna RISM ID: 990067238

#### Weltlich
- Bertrand de Bacilly (1621–1690):
  - Les airs spirituels ... dans un plus grand nombre et une plus grande perfection que dans les précédentes éditions, première (-seconde) partie, gedruckt bei Guillaume de Luyne in Paris RISM ID: 990003522
- Giovanni Battista Bassani:
  - Eco armonica delle muse Cantate amorose für Singstimme und Basso continuo op. 7, Giacomo Monti, Bologna RISM ID: 990004004
  - Tributi de Parnaso, macchina musicale, G.C. Grazzini, Ferrara
- Giuseppe Antonio Bernabei:
  - Venere pronumba, Serenade, Text: Orlandi
- Ludovico Busca:
  - Ariette da camera a voce sola op. 2, Giacomo Monti, Bologna RISM ID: 990007693
- Johann Melchior Caesar:
  - Musicalischer Wend-Unmuth, bestehend in unterschidlichen lustigen Quodlibeten und kurtzweiligen Teutschen Concerten; bey Taffel-Musiken ... zu gebrauchen ... von 1. 2. 3. 4. und 5. so Stimmen als Instrumenten, Augsburg RISM ID: 990007816
- Sebastiano Cherici:
  - Componimenti da camera a due voci (für zwei Singstimmen und Basso continuo) op. 5 (Digitalisat bei Gallica) RISM ID: 990009480
- Giuseppe Felice Tosi:
  - Il primo libro delle cantate da camera a voce sola op. 2, Gioseffo Micheletti, Bologna RISM ID: 990064530
- Juan del Vado y Gómez:
  - Villancico á 8
- Benedetto Vinaccesi:
  - Il consiglio degl’amanti, o vero Cantate amorose a voce sola op. 3

### Sammlungen und Gesangbücher
- John Carr:
  - Vinculum societatis or The Tie of good Company. Being a Choice Collection Of the Newest Songs now in Use. With thorow Bass to each Song for the Harpsichord, Theorbo, or Bass=Viol. The Second Book; With a small Collection of Flute Tunes. Enthält Songs von Samuel Akeroyde, John Banister der Ältere, Giovanni Battista Draghi, Richard Brown, John Courteville, Raphael Courteville, Richard Motley, Henry Pack, Powell, Daniel Purcell, Henry Purcell, Thomas Shadwell und Thomas Tudway RISM ID: 993122053
- John Clarke:
  - Quadratum musicum, The second Book
- Thomas Moore:
  - Comes amoris; or the Companion of love. Being a Choice Collection Of the Newest Songs now in Use. With a thorrow bass each song for the Harpsichord, Theorbo, or Bass-Viol. The second book, gedruckt von Thomas Moore zum Vertrieb bei John Carr und Sam Barr, London, 1688. Enthält Songs von Samuel Akeroyde, John Blow, Giovanni Battista Draghi, Raphael Courteville, Alexander Damascene, H. Hall, J. Hart, P. Isack, B. King, Nicholson, Daniel Purcell, Henry Purcell, Reading, Sherburne, Moses Snow, Turner und Anonymus RISM ID: 993122052

- John Playford:

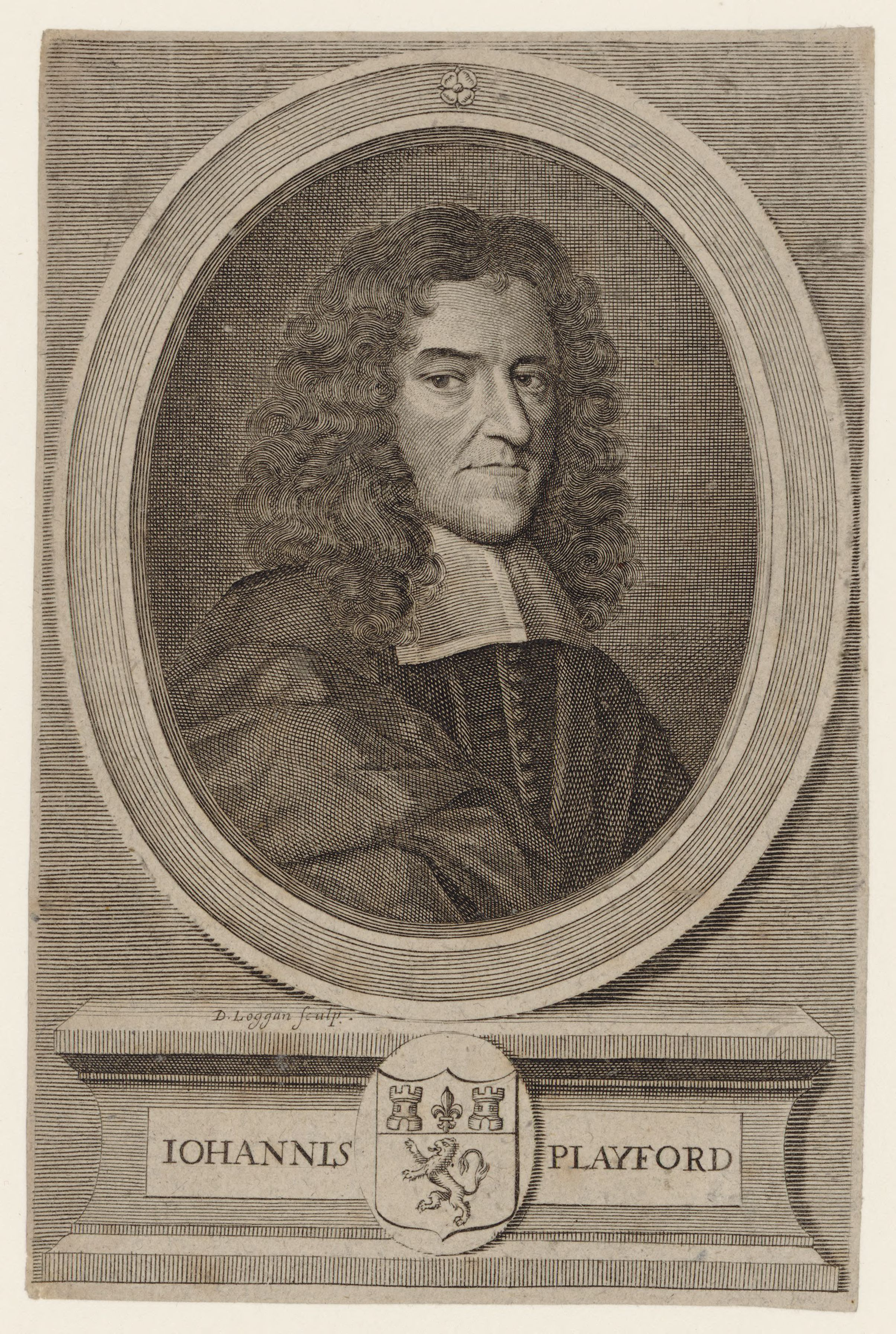
John Playford, Stich von David Loggan

  - The Banquet of Musick or, a Collection of the newest and best Songs sung at Court, and at Publick Theatres. With a thorow-bass for the Theorbo-Lute, Bass-Viol, Harpsichord or Organ. Enthält Songs von Samuel Akeroyde, John Banister der Ältere, John Blow, James Hart (1647–1718), Alphonso Marsh, Daniel Purcell, Henry Purcell, John Roffey und Moses Snow RISM ID: 993122053
- A collection of several Simphonies and Airs in Three Parts; Composed for Violins, Flutes and Hoe=boys, printed for all Lovers of Musick and are to be Sold by Mr. William Nott Bookseller in the Pall Mall at the King and Queens-Arms turning into St. James’s Square. 1688 RISM ID: 993122045, vermutlich von Luis Grabu[56]

### Musiktheoretische Werke und Lehrwerke
- Johann Georg Bendeler – Aerarium melopoeticum, Nürnberg, 1688
- Nicolas Derosiers:
  - Les principes de la guitarre OCLC 899963333
- Heinrich Elmenhorst:
  - Dramatologia antiquo-hodierna, das ist Bericht von denen Oper-Spielen, darinn gewiesen wird, was sie bey den Heyden gewesen ... ferner was die heutige Oper-Spiele seyn, Rebenlein, Hamburg, 1688 OCLC 634675844
- Georg Falck der Ältere:
  - Idea Boni Cantoris, das ist: Getreu und Gründliche Anleitung/ Wie ein Music-Scholar/ so wol im Singen/ als auch auf andern Instrumentis Musicalibus in kurtzer Zeit so weit gebracht werden kan/ daß er ein Stück mit-zusingen oder zu spielen sich wird unterfangen dörffen, Unterrichtswerk für Violone, Endtner, Nürnberg OCLC 836609810

### Instrumente und Instrumentenbau

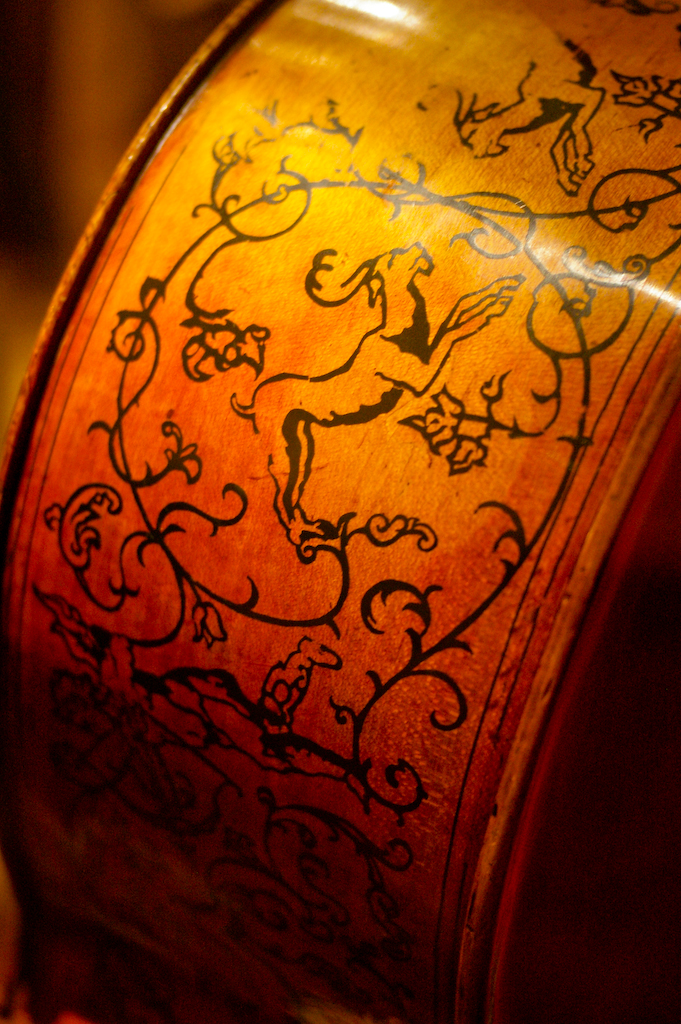
Antonio Stradivaris Violoncello Marylebone; die Dekoration an den Zargen wurde nachträglich von dem französischen Geigenbauer René Morel vorgenommen

#### Saiteninstrumente
- Die Balalaika wir das erste Mal in der Literatur erwähnt.[57]
- Antonio Stradivari baut das unter dem Namen Marylebone bekannte Violoncello. Heutiger Eigentümer ist die Smithsonian Institution in Washington, D.C. Ein weiteres seiner in diesem Jahr produzierten Musikinstrumente ist die heute unter dem Namen Hill bekannte Gitarre. Sie gehört zur Hill-Collection im Ashmolean Museum in Oxford.

#### Tasteninstrumente
- Der spanische Komponist Pedro Ardanaz ist verantwortlich für die Inbetriebnahme einer neuen Orgel der Musikergilde Cofradía de S Acacio in Toledo.[58]
- Der englische Orgelbauer Thomas Dallam, Sieur de la Tour beginnt mit dem Bau einer Orgel in Pleyben, die er 1694 vollendet.[59]
- Der Hamburger Orgelbauer Hans Henric Cahmann versieht den Dom zu Växjö zwischen 1688 und 1791 mit einer neuen Orgel, die 1740 durch einen Brand zerstört wird.[60]
- Der Orgelbauer Eugenio Casparini erbaute die Orgel von St. Paolo in Appiano.[61]
- Die spanischen Orgelbauer José und Antonio de Echevarría beginnen mit dem Bau einer weiteren Hauptorgel der Kathedrale von Palencia.[62]

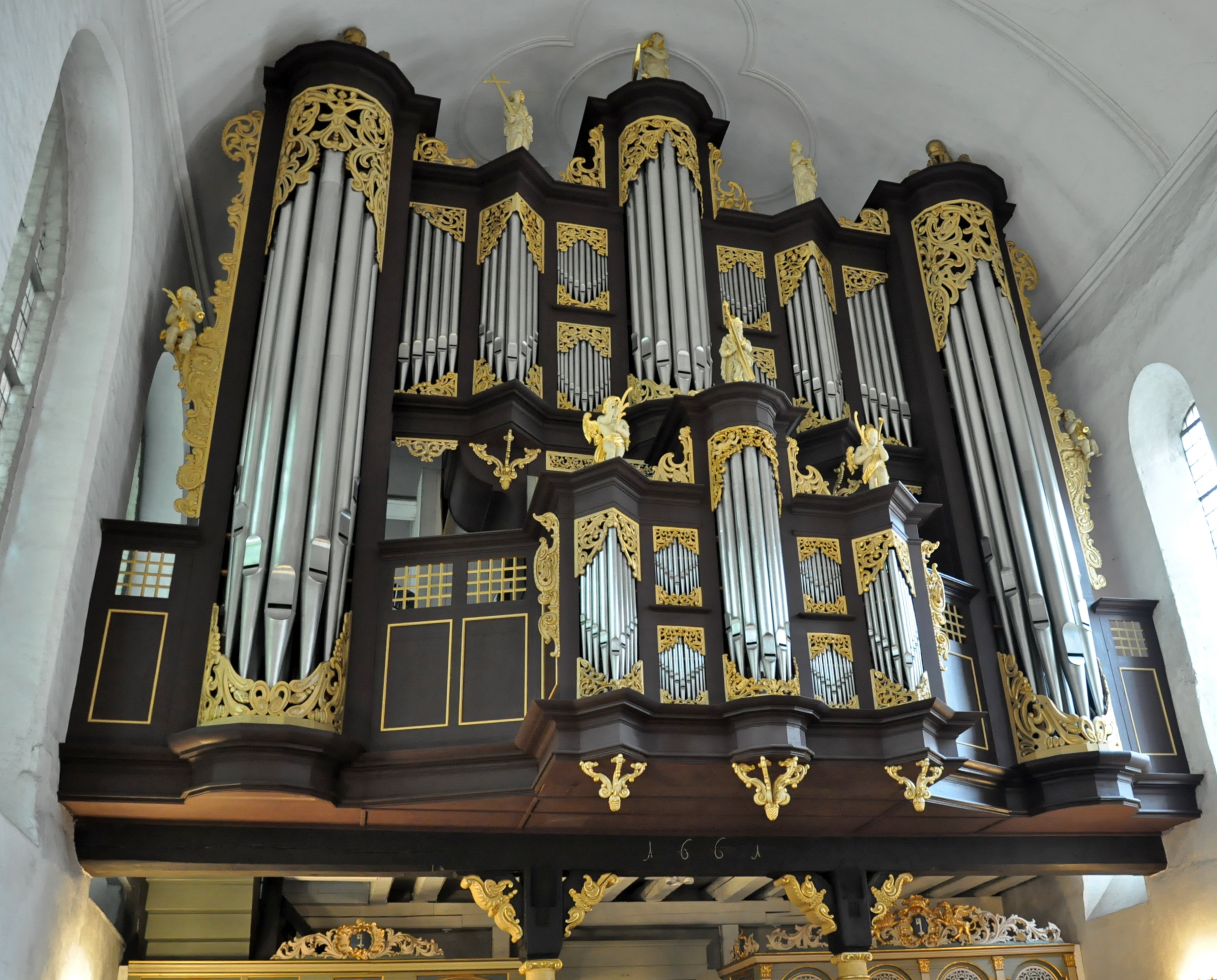
Orgel von St. Cosmae et Damiani in Stade

- Arp Schnitger tauscht vier Register (Trommet 16′ und Cimbel III im Oberwerk sowie Krumphorn 8′ und Schalmey 4′ im Brustwerk) der gemeinsam mit seinem Onkel Berendt Hus erbauten Orgel von St. Cosmae et Damiani in Stade. Des Weiteren erbaute er die Orgel von St. Pankratius in Neuenfelde, die Orgel von St. Bartholomäus in Mittelnkirchen im Alten Land und begann den Bau der Orgel von St. Mauritius in Hollern.

## Geboren

### Geburtsdatum gesichert
- 27. Januar: Augustin Simnacher, deutscher Orgelbauer († 1757)
- 04. Februar: Anton Richter, österreichischer Orgelbauer († 1765)
- 25. März: Johann Gotthilf Ziegler, deutscher Komponist und Organist († 1747)
- 15. April: Johann Friedrich Fasch, deutscher Komponist († 1758)
- 12. Mai: Johann Andreas Rothe, deutscher evangelischer Pfarrer, Schriftsteller und Lieddichter († 1758)
- 24. Mai (getauft): Richard Goodson, englischer Organist und Musikkopist († 1741)
- 08. Juni (getauft): John Chetham, englischer Psalmodist († 1746)
- 06. Juli: Jean-Baptiste Loeillet de Gant, Flötist und Komponist († um 1720)
- 06. September: Michael Engler der Jüngere, schlesischer Orgelbauer († 1767)

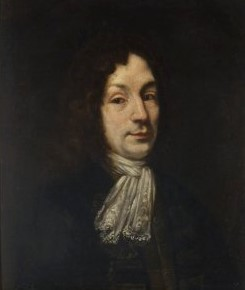
Luca Antonio Predieri; * 13. September

- 13. September: Luca Antonio Predieri, italienischer Komponist und Violinist († 1760)
- 14. Oktober: Jacob Herman Klein, niederländischer Komponist († 1748)
- 17. Oktober: Domenico Zipoli, italienischer Barockkomponist, Organist, und Missionar († 1726)
- 05. November: Louis-Bertrand Castel, französischer Mathematiker und Musiktheoretiker († 1757)

### Genaues Geburtsdatum unbekannt
- Giovanna Albertini, italienische Altistin († nach 1722)
- Michele Falco, italienischer Komponist († nach 1732)
- Zacharias Hildebrandt, deutscher Orgelbauer († 1757)
- Andreas Mitterreither, österreichischer Orgelbauer († 1765)
- Gioacchino Sarao, italienischer Theorbist und Komponist († 1755)
- Lewis Theobald, englischer Dichter, Librettist und Verleger († 1744)

## Gestorben

### Todesdatum gesichert

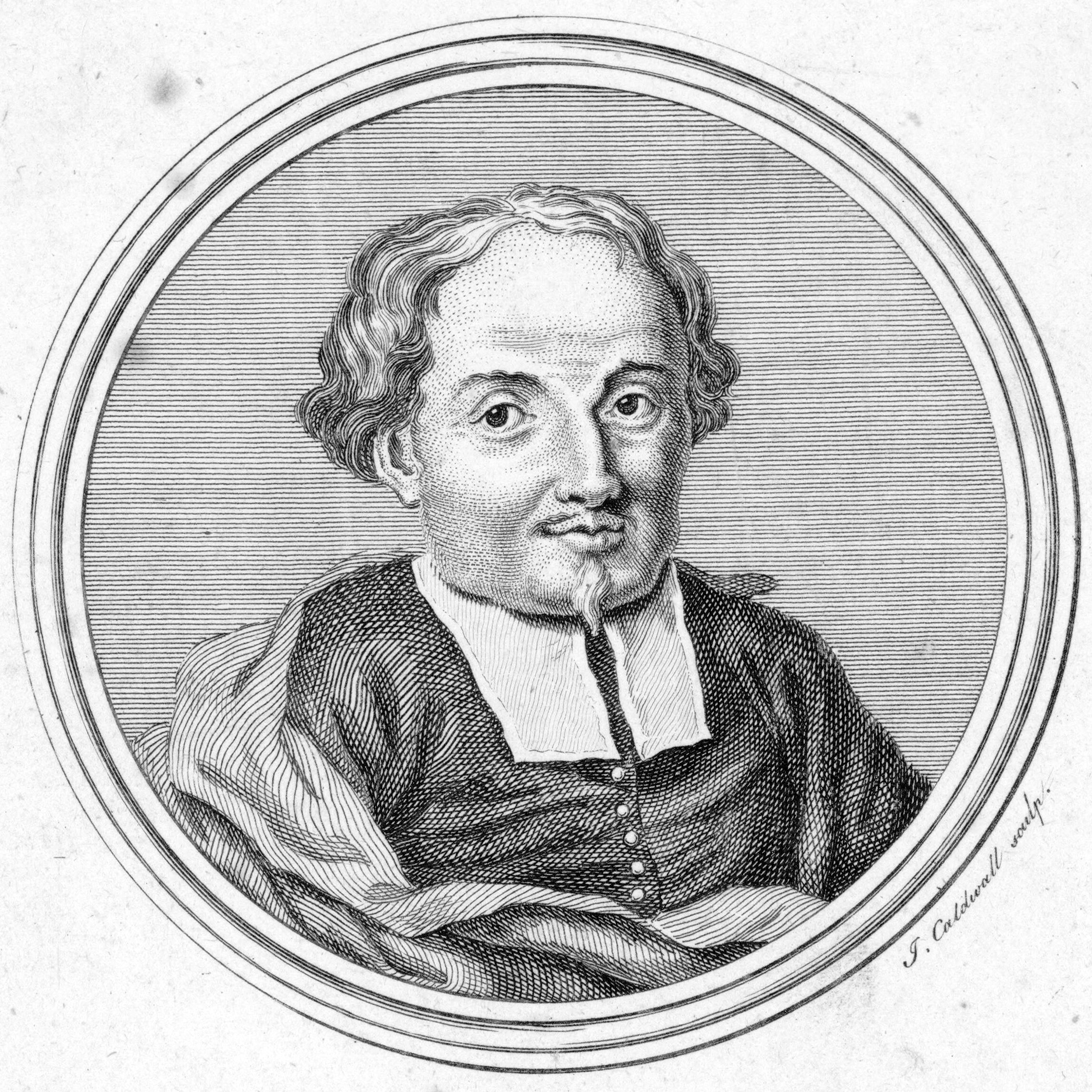
Francesco Foggia; † 8. Januar

- 08. Januar: Francesco Foggia, italienischer Komponist (* 1604)
- 09. Januar: Georg Aichler, Meistersinger in Nürnberg (* 1613)
- 29. Januar: Carlo Pallavicino, italienischer Komponist (* um 1630)
- 30. Januar: Gino Angelo Capponi: italienischer Komponist (* um 1608)
- 28. April: Franz Rost, deutscher Geistlicher, Musikkopist und Komponist (* vor 1640)
- 01. Mai: Francesc Soler, katalanischer Kapellmeister und Komponist (* um 1650)
- 15. Mai: Giovanni Filippo Appolloni, italienischer Librettist (* um 1635)
- 27. Mai: Lukas Friedrich Reinhard, deutscher lutherischer Geistlicher, Theologe und Kirchenlieddichter (* 1623)
- 14. Mai: Carlo Grossi, italienischer Komponist (* um 1634)
- 13. August (begraben): Charles Dumanoir, französischer Tanzmeister (* 1629)
- 16. Oktober: Georg Falck, deutscher Komponist, Kapellmeister, Chorleiter, Dirigent, Organist, Musikschriftsteller und Musikpädagoge (* 1633)
- 23. Oktober: Charles du Fresne, sieur du Cange, französischer Lexikograf und Musiktheoretiker (* 1610)
- 21. November: Thomas Blagrave, englischer Komponist (* um 1620)

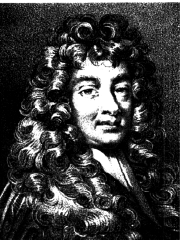
Philippe Quinault; † 26. November

- 26. November: Philippe Quinault, französischer Dichter und Librettist (* 1635)
- 05. Dezember (begraben): Thomas Farmer, englischer Komponist und Violinist

### Genaues Todesdatum unbekannt
- François Beaumavielle, französischer Bariton, (* unbekannt)
- Melchior Bergen, Hofbuchdrucker und Musikverleger in Salzburg, (* unbekannt)
- Richard Davis, englischer Komponist (* vor 1640)
- Tomás Gómez, spanischer Musiktheoretiker
- Martin Klingenberg, deutscher Kantor (* unbekannt)
- Francesco Di Maggio, italienischer Komponist aus Castelvetrano
- Giovanni Salvatore, italienischer Komponist, Organist und Musikpädagoge (* 1611)
- Gottfried Tielke, deutscher Instrumentenbauer (* 1639)

## Digitalisate
1. ↑  Hortulus chelicus uni violino duabus, tribus et quatuor subinde chordis simul sonantibus harmonice modulanti, studiosa varietate consitus als Digitalisat der Bayerischen Staatsbibliothek